# Sant Pere de Navata
|  | Aquest article tracta sobre l'antiga església parroquial. Si cerqueu l'actual església parroquial a Navata (s. XVII) , vegeu «església parroquial de Sant Pere de Navata». |

Sant Pere de Navata o Sant Pere de Can Miró és una església situada al petit veïnat de Can Miró al sud-est de la vila de Navata (l'Alt Empordà) inclosa en l'Inventari del Patrimoni Arquitectònic de Catalunya. L'església de Sant Pere, antiga parròquia de Navata, apareix documentada, per primera vegada, l'any 1019, quan fou donada a la Canònica de la Seu de Girona.
L'edifici de l'església parroquial actual no és el primer existent a Navata, doncs, sinó que abans va ser edifici parroquial aquest d'estil romànic, dels segles XII-XIII.
És un temple d'una sola nau,de planta rectangular, amb volta lleugerament apuntada, orientada a sol ixent, absis semicircular i coberta de teula a dues vessants. El mur de migdia té tres finestres de mig punt, que il·luminen l'interior. La porta d'accés, a ponent, és allindanada, amb timpà semicircular i cinc arquivoltes d'arc de mig punt decorades i amb motllura guardapols exterior. Les quatre columnes situades a banda i banda de la porta tenen també decoració, les dues immediates a l'entrada són de tipus salomònic i als capitells hi ha relleus amb temes vegetals i animals. Al timpà hi ha esculpit l'"Agnus Dei". La porta d'accés conserva l'antiga ferramenta romànica. A la part central de la façana hi ha una obertura d'arc de mig punt, i a la part superior, un petit campanar de cadireta d'un sol arc, afegit posteriorment. L'absis té una finestra d'arc de mig punt, i al parament lateral de migdia hi ha tres finestres, també d'arc de mig punt. Al paviment hi ha una inscripció funerària del 1629 dedicada a Pere Puig últim rector de Navata abans que es construís l'església nova. Al mur del presbiteri hi ha vestigis de pintures murals romàniques, probablement del segle xii i del mateix cicle que les d'Osormort. En procedeix la imatge de la Mare de Déu de Navata, conservada al Museu Nacional d'Art de Catalunya, feta d'alabastre de Beuda, gòtica, policromada; Maria, lleugerament inclinada, dempeus, sosté l'Infant amb la mà esquerra, amb un estil que fa pensar que fou esculpida a la primera meitat del segle xiv.
L'ús de Sant Pere de Navata fou cedit temporalment a una comunitat cristiana ortodoxa russa, que hi celebra la divina litúrgia els diumenges al matí, presidida per un sacerdot ortodox català, amb uns cants litúrgics bizantins de gran qualitat.